# Ethlyne Clair
Ethlyne Clair, pseudonimo di Ethlyne Williamson (Talladega, 23 novembre 1904 – Los Angeles, 27 febbraio 1996), è stata un'attrice statunitense.

## Biografia
Dopo gli studi secondari e aver vinto, spinta dalla madre, un concorso di bellezza ad Atlanta, Ethlyne s'iscrisse alla National Academy of Fine and Applied Arts di Washington. Visitando a New York il fratello, questi le trovò un agente che le procurò un contratto dalla Walter Kane Production, una piccola compagnia cinematografica, per la quale recitò in alcuni cortometraggi. Ebbe anche particine in tre film più importanti, Sandra, con Barbara La Marr, Il letto d'oro di Cecil B. DeMille e Chickie di John Francis Dillon, finché conobbe Julius Stern, il capo della Universal Pictures, che la ingaggiò a cento dollari la settimana per recitare a Hollywood.
In California interpretò, dal 1926 al 1928, una ventina di brevi commedie della serie The Newlyweds, adattamenti cinematografici di un popolare fumetto. L'altro genere di film cui fu impiegata fu quello western, nel quale recitò con Hoot Gibson e con Tom Tyler, e con entrambi gli attori ebbe per poco tempo una relazione. Disse poi di aver sempre odiato i film western, perché avrebbe voluto diventare una tipica grande stella del cinema, «una bella vamp» – disse - «e non andare a cavallo nel deserto».
Nel 1929 fu eletta tra le tredici WAMPAS Baby Stars dell'anno. Il suo ultimo lavoro fu una particina in God's Gift to Women, prodotto nel 1931 dalla Warner Bros. di Darryl Zanuck, che lei accusò di averle ostacolato la carriera dopo che si vide respinte le sue richieste sessuali.
Si sposò tre volte. Con il produttore Richard Lansdale Hanshaw che, secondo quanto lei disse, nel 1928 la portò in Messico e la costrinse a sposarlo minacciandola con una pistola. Divorziò nel 1930 per sposare il truccatore Ern Westmore, dal quale ebbe la figlia Lynne, e da cui divorziò nel 1937. Infine, nel 1939 sposò il concessionario di automobili Merle Arthur Frost, che la lasciò vedova nel 1968 dopo averle dato quattro figli.
Morì a 91 anni e fu sepolta nel Forest Lawn Memorial Cemetery di Hollywood.

## Riconoscimenti
- WAMPAS Baby Star nel 1929

## Filmografia parziale
- Sandra (1924)
- Chickie (1925)

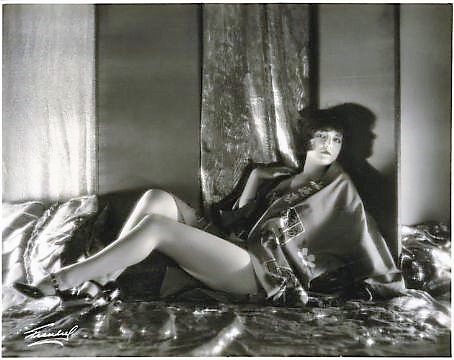
Ethlyne Clair

- Il letto d'oro (The Golden Bed), regia di Cecil B. DeMille (1925)
- The Newlyweds' Quarantine (1926)
- Snookums' Playmate (1927)
- Riding for Fame (1928)
- The Vanishing Rider (1928)
- Gun Law (1929)
- The Pride of Pawnee (1929)
- Rivista delle nazioni (The Show of Shows), regia di John G. Adolfi (1929)
- Second Choice (1930)

## Fonti
- George A. Katchmer, A Biographical Dictionary of Silent Film Western Actors and Actresses, McFarland & Company, Jefferson, 2009, pp. 60-61
- Los Angeles Times, Ethlyne Clair; Starred in Silent Comedies, Westerns and Serials, February 29, 1996